# Barátposzáta
A barátposzáta (Sylvia atricapilla) a madarak osztályának verébalakúak (Passeriformes) rendjébe és az óvilági poszátafélék (Sylviidae) családjába tartozó faj. A Magyar Madártani és Természetvédelmi Egyesület 1993-ban „Az év madarává” választotta.

## Rendszerezése
A fajt Carl von Linné svéd természettudós írta le 1758-ban, a Motacilla nembe Motacilla Atricapilla néven.

## Alfajai
- Sylvia atricapilla atlantis
- Sylvia atricapilla atricapilla
- Sylvia atricapilla dammholzi
- Sylvia atricapilla gularis
- Sylvia atricapilla heineken
- Sylvia atricapilla koenigi
- Sylvia atricapilla pauluccii
- Sylvia atricapilla riphaea

## Előfordulása
Európa északi és mérsékelt övi részén fészkel, ősszel Afrikába vonul. Természetes élőhelyei a tűlevelű erdők, mérsékelt övi erdők és cserjések, szubtrópusi vagy trópusi száraz erdők, mangroveerdők, hegyi esőerdők, cserjések és szavannák, valamint ültetvények, vidéki kertek és városi régiók.

### Kárpát-medencei előfordulása
Magyarországon rendszeres fészkelő, március és október között lehet észlelni, de át is telelhet.

## Megjelenése
Átlagos testhossza 13 centiméter, szárnyának fesztávolsága 20-23 centiméter, testtömege 16-25 gramm. A hím sapkája fekete, a tojóé és a fiataloké vörösesbarna.
|  |  |

## Életmódja
Rovarokkal, pókokkal és csigákkal táplálkozik, de a télen gyümölcsöket, bogyókat is fogyaszt.

## Szaporodása
Fészkét száraz növényi részekből, gyökerekből, szőrszálakból készíti, általában bokrokra. A fészek kialakítása olyan kezdetleges, hogy a költés után magától megsemmisül. Fészekalja három-hét tojásból áll, melyen 11-14 napig kotlik, többnyire a tojó. Évente kétszer költ, május és június között.
|  |  |

## Természetvédelmi helyzete
Az elterjedési területe rendkívül nagy, egyedszáma pedig növekszik. A Természetvédelmi Világszövetség Vörös listáján nem fenyegetett fajként szerepel. Magyarországon védettséget élvez, természetvédelmi értéke 25 000 forint.